# Frank McGlynn Sr.
Frank McGlynn Sr. (San Francisco, 26 ottobre 1866 – Newburgh, 18 maggio 1951) è stato un attore statunitense.
Ha spesso interpretato il Presidente statunitense Abraham Lincoln in opere cinematografiche e teatrali.

## Biografia

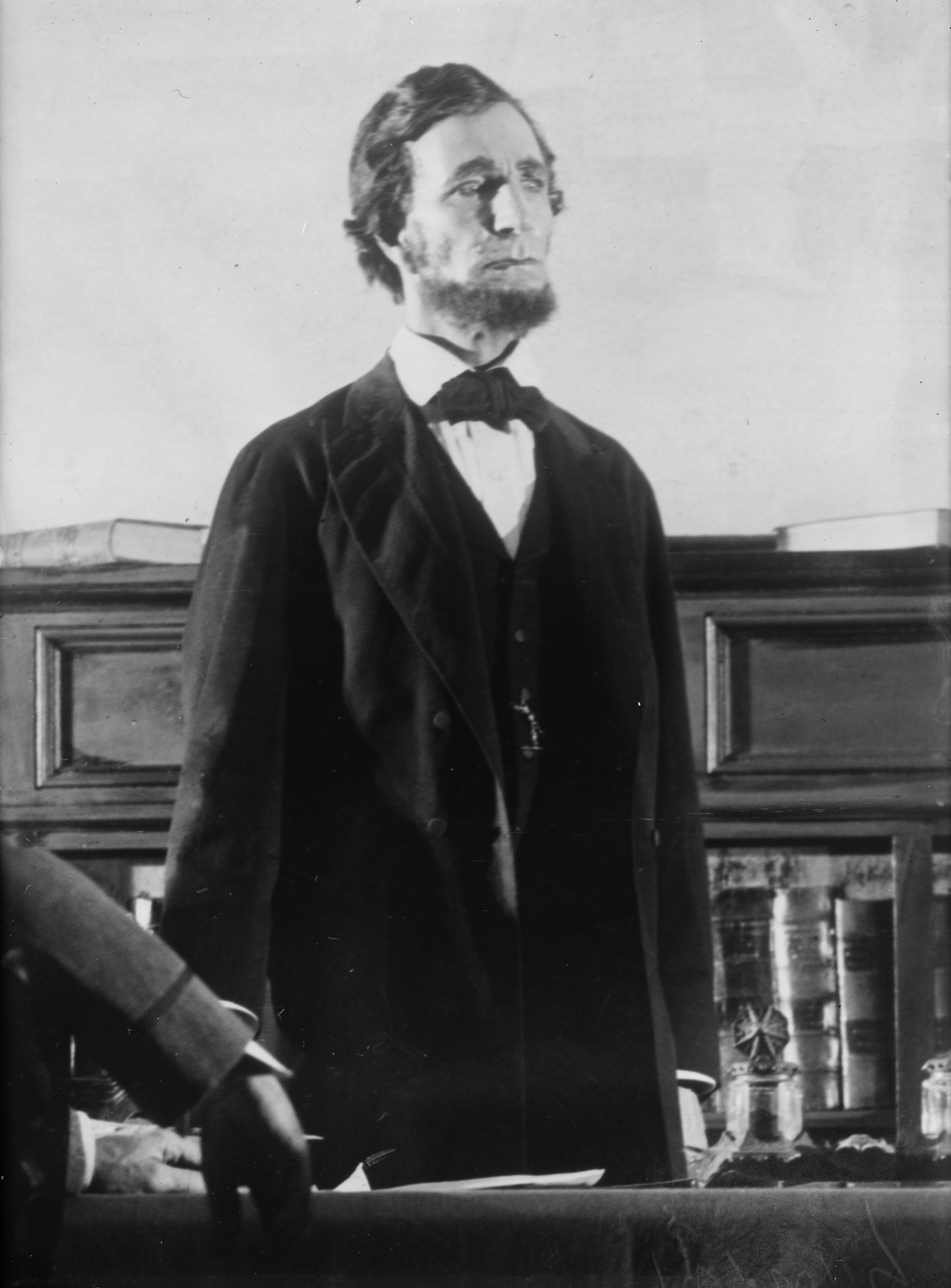
Frank McGlynn Sr. mentre interpreta Abraham Lincoln in un cortometraggio del 1924

## Filmografia parziale
- Little Miss Marker, regia di Alexander Hall (1934)
- Folies Bergère de Paris, regia di Roy Del Ruth (1935)
- Capitan Blood (Captain Blood), regia di Michael Curtiz (1935)
- La piccola ribelle (The Littlest Rebel), regia di David Butler (1935)
- La conquista del West (The Plainsman), regia di Cecil B. De Mille (1936)
- Hearts in Bondage, regia di Lew Ayres (1936)
- Il prigioniero dell'isola degli squali (The Prisoner of Shark Island), regia di John Ford (1936)
- La rivolta del Messico (The Mad Empress), regia di Miguel Contreras Torres (1939)
- La febbre del petrolio (Boom Town), regia di Jack Conway (1940)